# Bullas (Weinbaugebiet)

Anbaugebiet des D.O. Bullas in Spanien

Bullas ist ein Weinbaugebiet mit Herkunftsbezeichnung (D.O. seit 1994) in der geografischen Mitte der Region Murcia mit dem Ort Bullas als Hauptanbaugebiet in Spanien. Die bestockte Rebfläche liegt bei ca. 5500 Hektar; wichtigste Rebsorte ist mit einem Anteil von nahezu 80 % die rote Monastrell.
Die mittlere Höhe der Weinberge liegt zwischen 400 und 900 m, das Klima ist mediterran mit einem durchschnittlichen Niederschlag von 450 mm.

## Eigenschaften
- Rotweine, von 12 bis 14 % (vol). Der gesetzliche Mindestanteil der Sorte Monastrell liegt bei 60 %. In den Verschnitt dürfen Weine der Sorten Tempranillo, Syrah, Merlot, Cabernet Sauvignon, Garnacha und Petit Verdot einfließen.
- Roséweine, von 11 bis 12,5 % (vol). Sie werden aus den gleichen Rebsorten, wie die Rotweine gekeltert. Auch bei den Rosés ist die Monastrell die Leitsorte
- Weißweine, von 10 bis 12,5 % (vol). Macabeo und Airén sind die wichtigsten Sorten und dürfen um die Rebsorten Gelber Muskateller, Muscat d’Alexandrie und Sauvignon Blanc ergänzt werden.

Bekannte Erzeuger:
- Cooperativa Nuestra Señora del Rosario
- Bodega Balcona
- Bodegas Madroñal
- Bodegas Carrascalejo